# Apeadero de Silveirona
El Apeadero de Silveirona fue una estación ferroviaria del Ramal de Portalegre, que servía a la zona de Horta da Silveirona, en el Distrito de Évora, en Portugal.

## Historia
Este apeadero se encuentra en el tramo entre Estremoz y Sousel, que entró en servicio  el 23 de agosto de 1925.